# Морайя-Уэлш, Нейтан
Нейтан Дэниел Морайя-Уэлш (англ. Nathan Daniel Moriah-Welsh; род. 18 марта 2002, Лондон) — английский и гайанский футболист, полузащитник клуба «Хиберниан» и национальной сборной Гайаны.

## Карьера

### «Борнмут»
Начал заниматься футболом в английской академии «Олд Айлвортианс». Позже футболист прошёл футбольные академии таких клубов как «Челси», «Брентфорд» и «Рединг», после чего в 2018 году перешёл в «Борнмут». В клубе футболист стал выступать за юношескую команду в возрастной категории до 18 лет, через год перебравшись в молодёжный состав. В июле 2021 года футболист стал подтягиваться к играм с основной командой клуба, однако оставался на скамейке запасных. Дебютировал за клуб 8 января 2022 года в матче Кубка Англии против клуба «Йовил Таун», выйдя на поле в стартовом составе. По итогу сезона футболист вместе с основной командой клуба стал серебряным призёром Чемпионшипа, однако в самом чемпионате на поле так и не вышел.

#### Аренда в «Ньюпорт Каунти»
В августе 2022 года футболист на правах арендного соглашения присоединился к клубу «Ньюпорт Каунти» до конца сезона. Дебютировал за клуб футболист 16 августа 2022 года в матче против клуба «Солфорд Сити», выйдя на замену на 52 минуте. В следующем матче 20 августа 2022 года против клуба «Транмир Роверс» футболист отличился своим дебютным забитым голом. На протяжении всего сезона футболист был одним из ключевых игроков английского клуба, за который отличился 3 забитыми голами. В июне 2023 года футболист по окончании срока действия аренного соглашения покинул клуб. Вернувшись в «Борнмут» футболист продолжил выступать за молодёжную команду, в составе которой провёл первую половину сезона.

### «Хиберниан»
В январе 2024 года футболист перешёл в шотландский клуб «Хиберниан», с которым подписал контракт до конца июня 2026 года с опцией продления ещё на сезон. Дебютировал за клуб футболист 3 февраля 2024 года в матче против клуба «Сент-Миррен», выйдя на замену в начале второго тайма. По итогам первого сезона в «Хибс» бы признан лучшим молодым игроком команды.

## Карьера в сборной
Футболист родился в Англии, однако имел право представлять национальные сборные Гайаны и Гренады. Позже выбор футболиста был сделан в пользу национальной сборной Гайаны, в которую футболист получил вызов в марте 2021 года на отборочные матчи чемпионата мира. Дебютировал за сборную футболист 30 марта 2021 года в матче против сборной Багамских Островов, выйдя на замену на 78 минуте. Дебютный гол за сборную футболист забил 11 июня 2022 года в матче против сборной Гаити, также отличившись результативной передачей.

#### Статистика матчей за национальную сборную
| Матчи Морайя-Уэлша за сборную Гайаны | Матчи Морайя-Уэлша за сборную Гайаны | Матчи Морайя-Уэлша за сборную Гайаны | Матчи Морайя-Уэлша за сборную Гайаны | Матчи Морайя-Уэлша за сборную Гайаны | Матчи Морайя-Уэлша за сборную Гайаны             | Матчи Морайя-Уэлша за сборную Гайаны |
| ------------------------------------ | ------------------------------------ | ------------------------------------ | ------------------------------------ | ------------------------------------ | ------------------------------------------------ | ------------------------------------ |
| №                                    | Дата                                 | Соперник                             | Счёт                                 | Голы                                 | Соревнование                                     |                                      |
| 1                                    | 30 марта 2021 года                   | Багамские Острова                    | 4:0                                  | —                                    | Отборочный турнир на чемпионат мира 2022         |                                      |
| 2                                    | 4 июня 2021 года                     | Сент-Китс и Невис                    | 0:3                                  | —                                    | Отборочный турнир на чемпионат мира 2022         |                                      |
| 3                                    | 8 июня 2021 года                     | Пуэрто-Рико                          | 0:2                                  | —                                    | Отборочный турнир на чемпионат мира 2022         |                                      |
| 4                                    | 3 июля 2021 года                     | Гватемала                            | 0:4                                  | —                                    | Отборочный турнир на Золотой кубок КОНКАКАФ 2021 |                                      |
| 5                                    | 27 марта 2022 года                   | Барбадос                             | 5:0                                  | —                                    | Товарищеский матч                                |                                      |
| 6                                    | 29 марта 2022 года                   | Тринидад и Тобаго                    | 1:1                                  | —                                    | Товарищеский матч                                |                                      |
| 7                                    | 4 июня 2022 года                     | Монтсеррат                           | 2:1                                  | —                                    | Лига наций КОНКАКАФ                              |                                      |
| 8                                    | 7 июня 2022 года                     | Бермуды                              | 2:1                                  | —                                    | Лига наций КОНКАКАФ                              |                                      |
| 9                                    | 11 июня 2022 года                    | Республика Гаити                     | 2:6                                  | 1                                    | Лига наций КОНКАКАФ                              |                                      |
| 10                                   | 14 июня 2022 года                    | Республика Гаити                     | 0:6                                  | —                                    | Лига наций КОНКАКАФ                              |                                      |
| 11                                   | 14 июня 2022 года                    | Бермуды                              | 2:0                                  | —                                    | Лига наций КОНКАКАФ                              |                                      |
| 12                                   | 14 октября 2023 года                 | Пуэрто-Рико                          | 3:1                                  | —                                    | Лига наций КОНКАКАФ                              |                                      |
| 13                                   | 17 октября 2023 года                 | Пуэрто-Рико                          | 3:1                                  | 1                                    | Лига наций КОНКАКАФ                              |                                      |
| 14                                   | 21 ноября 2023 года                  | Антигуа и Барбуда                    | 6:0                                  | 1                                    | Лига наций КОНКАКАФ                              |                                      |

 Итого по официальным матчам: 14 матчей ; 7 побед, 1 ничья, 6 поражений.